# O’hoj

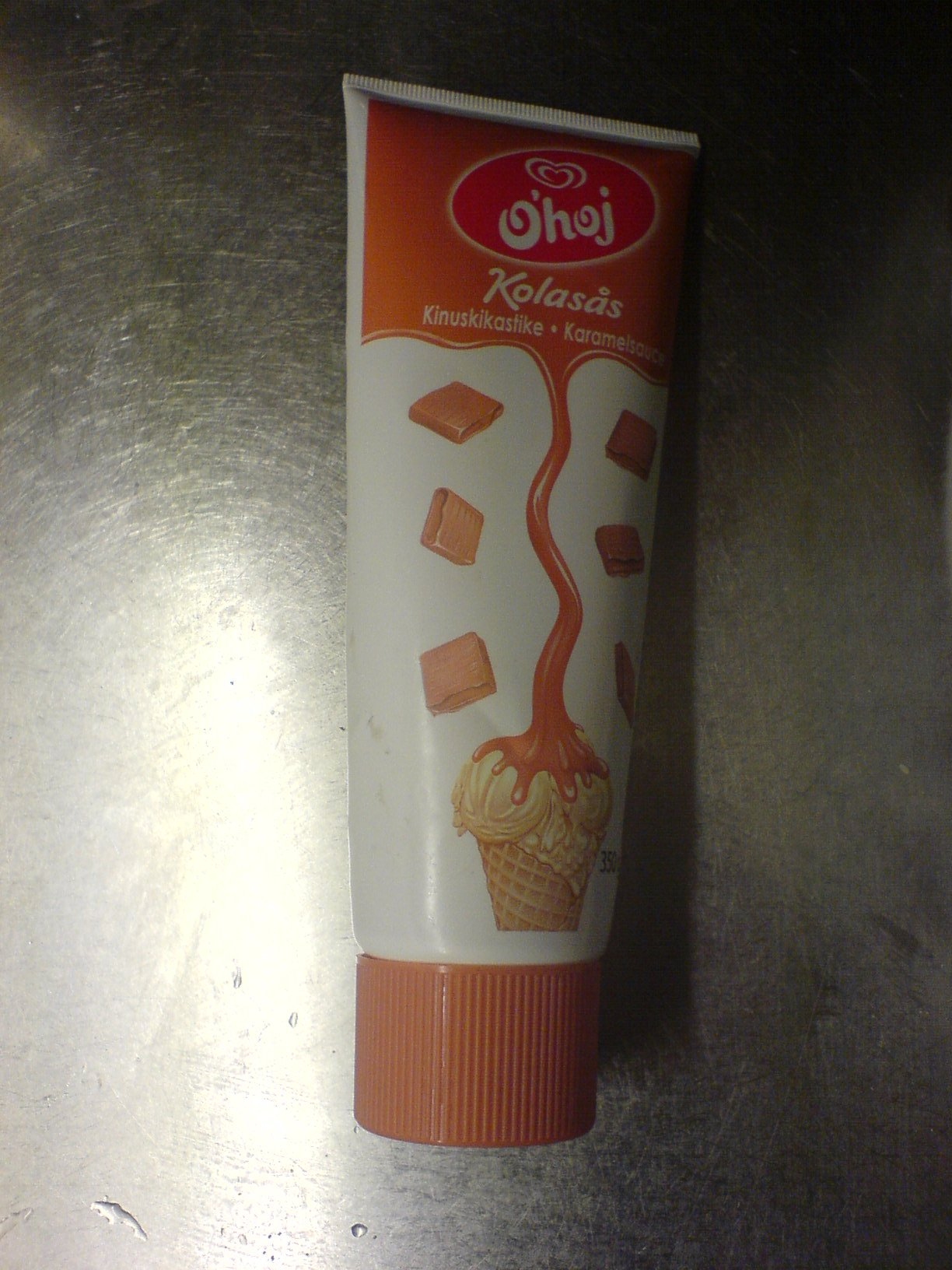
O’hoj Kolasås på tub.

O’hoj är ett varumärke för toppingsåser (chokladsås, kolasås med flera) och strössel till glass, tårtor och andra desserter. O’hoj lanserades 1960 och marknadsförs av GB Glace som ägs av Unilever.
År 2006 fanns tio olika produkter och 2010 hade sortimentet minskat till åtta produkter. O’hoj är marknadsledare inom toppingsåser med 66 procent av marknaden enligt den egna webbplatsen. Toppingsåser finns i smakerna: choklad, kola, jordgubb, sötlakrits och choklad med banansmak. Strössel finns i varianterna: chrunchy (kolaknäckkulor), blandat och kakao.